# Ischnura demorsa
Ischnura demorsa là một loài chuồn chuồn kim trong họ Coenagrionidae.
Ischnura demorsa được Hagen miêu tả khoa học năm 1861.